# Guitarist (журнал)
Guitarist — ежемесячный британский музыкальный журнал, издаваемый компанией Future plc. Это старейший европейский гитарный журнал и самый продаваемый гитарный журнал в Великобритании. В настоящее время (2020) редактором журнала является Джейми Диксон, руководящий им с конца 2013 года. Каждый выпуск охватывает три области: обзоры (недавно выпущенных гитар, усилителей и другого оборудования), интервью с известными и многообещающими гитаристами, и статьи по технике игры с табулатурами. Также публикуются статьи о гитарной индустрии, новостные статьи и т. д. До 2012 года лозунгом журнала было «Библия игрока на гитаре» (англ. The Guitar Player's Bible), а с 2012 года «Журнал о гитаре» (англ. The Guitar Magazine). В июньском выпуске 2014 года Guitarist отпраздновал своё 30-летие.

## Обзоры оборудования
Одной из ключевых особенностей Guitarist является его раздел c обширными и подробными обзорами оборудования, авторами которых являются одни из самых уважаемых и опытных гитаристов в мире, включая Дэйва Берлака, Невилла Мартена и Мика Тейлора. В разделе «Оборудование» публикуются обзоры всего новейшего гитарного оборудования как от массовых, так и от эксклюзивных производителей со всего мира. Помимо электрогитар и акустических гитар, в журнале также рассматриваются гитарные усилители, блоки эффектов, электрические бас-гитары и различное профессиональное аудио- и записывающее оборудование, предназначенное для гитаристов.
Обзоры оборудования в журнале в основном бывают двух типов. Обзоры First Play расположены в начале журнала и, как правило, ориентированы на продукты высокого класса. В них делается упор на высококачественные художественные фотографии, которыми гордится журнал, но зачастую они не настолько детальны, как обзоры в других разделах Guitarist.
Второй тип обзоров, представленных в журнале — обзоры раздела Feature Reviews, расположенные в конце каждого выпуска. Эти обзоры предназначены для того, чтобы подробно описать новое и интересное оборудование, а также заглянуть за кулисы, поговорить с людьми, участвовавшими в создании инструментов, или более детально изучить историю этого инструмента.
По возможности все обзоры оборудования сопровождаются видеодемонстрацией этого продукта, созданной собственной командой журнала; зачастую продукт демонстрируется самим рецензентом. Эти могут быть либо прямые демонстрации возможностей продукта, чаще всего короткие отрывки записанной с его помощью музыки, либо разговорные обсуждения рецензируемой гитары членами команды Guitarist с периодическими примерами игры. Эти видео-демо ранее были доступны на Guitarist CD/DVD или в онлайн-архиве Guitarist Vault. С 2014 года демонстрационные видеоролики доступны в виде частного плей-листа YouTube, доступ к которому можно получить по прямой ссылке, напечатанной в каждом выпуске.
Помимо обзоров оборудования, в каждом выпуске также печатается раздел вопросов и ответов, в котором эксперты журнала отвечают на технические вопросы читателей, а также раздел долгосрочных тестов, для которых члены команды Guitarist подвергают недавно отрецензированные продукты шестимесячному пробному использованию.

## Направления и исполнители
Журнал всегда уделял особое внимание блюзу, фолку, классическому року и металлу. Хотя данные направления остаются основными, в последние годы журнал расширил свой музыкальный спектр, включив в него исполнителей таких гитарных жанров, как альтернативный рок, современный металл, прогрессивный рок, джаз, кантри, шред и многие другие.
Журнал берёт интервью в основном у известных и заслуживающих внимания гитаристов, и уделяет куда больше внимания чисто гитарным вопросам, чем другие музыкальные журналы. В частности, обсуждаются стиль игры исполнителя, выбор оборудования и общего отношения к гитаре. Иногда сотрудник журнала может попросить исполнителя продемонстрировать своё оборудование или сыграть для видеоролика, который затем можно будет просмотреть на канале журнала на YouTube. Среди недавних (2020) исполнителей, представленных в Guitarist, были: Джо Перри, Джимми Пейдж, Марк Форд, Джо Бонамасса, Чарли Хантер, Джексон Браун, Гатри Гован, Джим Кампилонго, Эрик Джонсон и Стив Вай.
Помимо интервью, Guitarist регулярно предлагает подробные статьи, касающиеся конкретного исполнителя, гитары или музыкального жанра. Недавние примеры таких обзоров включают в себя подробный технический и исторический обзор гитары Брайана Мэя Red Special, аналогичный обзор знаменитой гитары The Black Strat Дэвида Гилмора, исторические статьи о легендах блюза, слайд-гитаре, Fender Stratocaster’е, Gibson Les Paul и о многом другом.

## Игра и техника
Ранее в конце журнала Guitarist публиковался большой раздел техники на несколько колонок, отражающий широкий спектр различных гитарных стилей, однако в последние годы он был сокращён до единственной регулярной колонки, где печатается старая блюзовая рубрика Blues Headlines, которой заведует нынешний редактор журнала Guitar Techniques и бывший редактор Guitarist Невилл Мартен.
Хотя в журнале стало меньше ежемесячных колонок о технике исполнения, теперь Guitarist регулярно публикует «досье стиля» (англ. style files). Эти досье часто дополняются интервью артиста или историческим обзором музыкального жанра, чтобы читатель мог поближе познакомиться с ними. Примером является регулярная рубрика «Асы» (англ. Aces), которая каждый месяц рассказывает о различных легендарных гитаристах, начиная с первых дней электрогитары. Рубрика освещает историю жизни артиста и его вклада в гитарную музыку, после чего следует «досье стиля», описывающее его ключевые нововведения и стилистические приёмы.
Все учебные материалы в журнале сопровождаются табулатурами, а также видео- и аудиоконтентом, включая минусовки для облегчения обучения.

## Видео и аудио контент
Каждый месяц Guitarist выпускает профессиональные видео-демонстрации всех продуктов, рассмотренных в журнале в этом месяце, видео-интервью и репортажи с ведущими гитаристами, аудио-примеры для обучающей рубрики Blues Headlines, а также видео- и аудио-примеры для всех остальных обучающих рубрик, представленных в журнале в этом месяце (включая регулярную рубрику «Играй в стиле» (англ. Play in the style of), а также видео мастер-классы с известными гитаристами, такими как Джо Бонамасса).
Эти видеоматериалы доступны для просмотра в Интернете по ссылке на частный плей-лист YouTube, которая публикуется в журнале каждый месяц. При покупке версии журнала для iPad весь видео- и аудиоконтент доступен для просмотра в автономном режиме.

## Цифровые версии
С конца 2011 года Guitarist стал доступен для покупки в цифровой форме — сначала только на Apple iPad, а затем и на устройствах Android, iPhone и Kindle Fire.
Изначально для iPad выпускалось специальное издание журнала Guitarist Deluxe. Оно было запущено одновременно с презентацией Apple приложения «Киоск» и представляло собой полноценное цифровое издание журнала с полностью интерактивным аудио- и видеоконтентом, страницами, специально разработанными для чтения на iPad, и различными другими мультимедийными функциями. Это издание было закрыто в конце 2012 года, и журнал перешёл на свой текущий формат.
На устройствах Android, Kindle и Zinio цифровая версия Guitarist представляет собой простую цифровую копию печатного продукта, однако версия для iOS Киоск дополнена встроенным видео- и аудиоконтентом, а также галереями изображений.

## Другие продукты
В дополнение к обычному журналу Guitarist выпускает несколько разовых и полурегулярных изданий. В их число входят 100 великих гитаристов, 100 великих гитар, Руководство Guitarist по эффектам и Руководство Guitarist по домашней звукозаписи.
В конце 2013 года Guitarist запустил ежеквартальное дочернее издание под названием Guitarist Presents Acoustic. Как следует из названия, оно представляет собой такое же сочетание обзоров оборудования, интервью и обучающие материалы, что и основной журнал, но ориентировано исключительно на акустические гитары.

## Редакционная группа
- Редактор: Джейми Диксон
- Редактор контента: Крис Винникомб
- Редактор обзоров: Дэйв Беррлак
- Ответственный редактор: Джош Гарднер
- Производственный редактор: Гэри Уокер
- Художественный редактор: Роб Антонелло
- Старший музыкальный редактор: Джейсон Сидвелл

## Родственные издания
Guitarist был куплен компанией Future plc у Music Maker Publications в 1997 году и стал частью портфолио Music Making, которое включает такие гитарные издания, как Total Guitar и Guitar Techniques, а также Rhythm, Future Music, Computer Music и другие. С 2008 года Future сделала Guitarist частью своего веб-сайта MusicRadar, наряду со всеми другими веб-сайтами компании по созданию музыки. Это означает, что впервые в сети стал доступен архив старых обзоров Guitarist.